# Hoplizomenus
Hoplizomenus is een geslacht van kevers uit de familie van de loopkevers (Carabidae). De wetenschappelijke naam van het geslacht is voor het eerst geldig gepubliceerd in 1872 door Chaudoir.

## Soorten
Het geslacht Hoplizomenus is monotypisch en omvat slechts de volgende soort:
- Hoplizomenus carinatus Chaudoir, 1872